# Lepista (ciuperci)
Lepista (Elias Magnus Fries, 1849 ex Worthington George Smith, 1870) este un gen de ciuperci din încrengătura Basidiomycota în ordinul Agaricales și familia Tricholomataceae, al cărui nume generic este derivat din cuvântul latin (latină lepista=blid de băut). Ciupercile acestui gen sunt saprofite și se dezvoltă în grupuri cu multe exemplare precum  în cercuri de vrăjitoare în păduri de foioase și de conifere, prin luminișuri ierboase, chiar și în grădini, livezi sau parcuri, de la câmpie până la munte. Timpul apariției depinde de specie. Se poate găsi din mai până în noiembrie (decembrie). Majoritatea acestor bureți este comestibilă cu excepția celor puțini cu miros neplăcut. Specii otrăvitoare nu sunt cunoscute. Conform Dictionary of the Fungi (ediția a 10-a, 2008), genul conține în jur de 50 specii. Tip de specie este Lepista nuda.

## Descriere

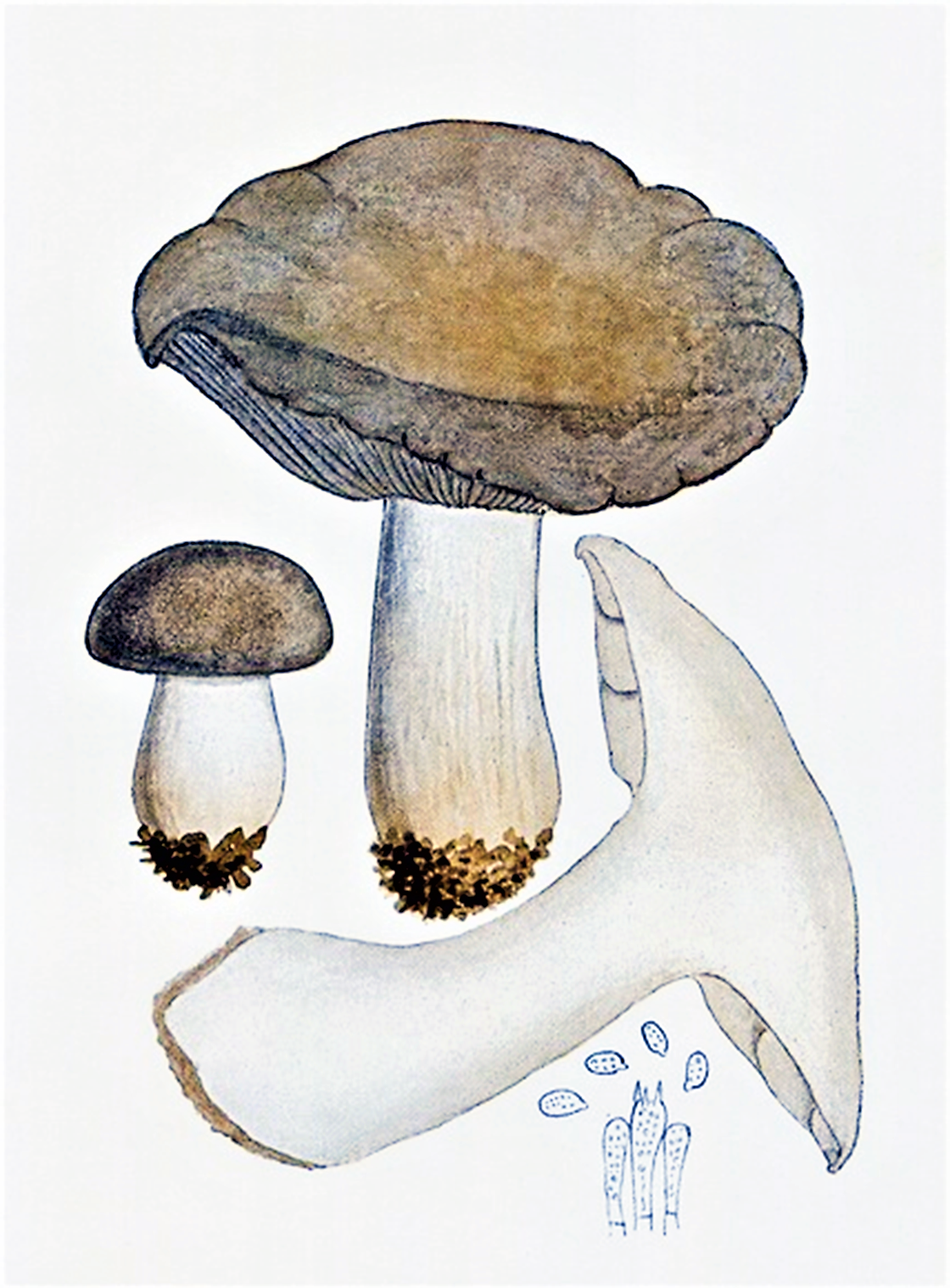
Bres.: Lepista graveolens

- Pălăria: este de mărime medie pentru ciuperci plin dezvoltate cu un diametru de aproximativ 6-12 (15) cm, fiind foarte cărnoasă, inițial semisferică, apoi convexă cu marginea răsucită spre interior, devenind la maturitate, din ce în ce mai aplatizată și la bătrânețe adâncită în centru până în formă de pâlnie cu suprafața ondulată neregulat la unele specii (de exemplu Lepista irina, Lepista panaeolus) sau nu (de exemplu Lepista caespitosa, Lepista saeva). Cuticula este netedă, umedă, adesea cu marginea brumată în tinerețe și ușor de îndepărtat. Coloritul pălăriei variază între gri, gri-verzui peste brun-roșcat până la violaceu și brun-violet.
- Lamelele: stau dens, sunt subțiri, ori rotunjite la bureți care nu formează o pâlnie la bătrânețe, ori decurente la picior la cei cu pâlnie în vârstă. Culoarea se ține de cea a pălăriei. Sporii sunt elipsoidali, necolorați, parțial verucoși, hialini (translucizi) și neamilozi. Coloritul pulberii este crem-gălbui până rozaliu închis, rar albicios, dar niciodată violaceu sau albăstrui.
- Piciorul: are o înălțime de 6-10 (12) cm și o lățime de 1,5-2,5 (3,5) cm, este plin, fibros, ceva elastic fiind în regulă cilindric, la unele specii tare bombat spre baza deseori flocoasă. Coloritul corespunde cu cel al pălăriei.
- Carnea: este albicioasă, la unele specii de culoarea aspectului general, fragilă și fragedă în pălărie, dar aproape mereu ceva fibroasă în picior. Mirosul este caracteristic parfumat, dar câteodată și neplăcut de pământ, gustul mereu ceva dulcișor până dulce-amărui.[4][6][7]

## Specii
După Index Fungorum și NCBI din decembrie 2013, următoarele specii aparțin genului Lepista:
| - Lepista abdita - Lepista aeruginosa - Lepista amara, L. ameliae - Lepista argentina, L. bajan-agtensis - Lepista barbara - Lepista caespitosa - Lepista caffrorum - Lepista calathus - Lepista collybiiformis - Lepista concentrica - Lepista cyanophaea - Lepista densifolia - Lepista diemii - Lepista dinahouna - Lepista domestica | - Lepista effugiens - Lepista endota - Lepista fasciculata - Lepista fibrosissima - Lepista flaccida sin. Lepista inversa - Lepista flavescens - Lepista geotropoides - Lepista glabella - Lepista glaucocana - Lepista graveolens - Lepista hyalodes - Lepista idahoensis - Lepista indica - Lepista irina - Lepista irinoides | - Lepista juniperi - Lepista kamatii - Lepista lactescens - Lepista lentiginosa - Lepista leucopaxilloides - Lepista liwaguensis - Lepista longispora - Lepista luscina - Lepista masiae - Lepista metachroides - Lepista multiformis - Lepista mutabilis - Lepista nimbata - Lepista nuda - Lepista nudoidea | - Lepista ovispora - Lepista panaeolus - Lepista paxilloides - Lepista personata - Lepista polycephala - Lepista polygonarum - Lepista pseudoectypa - Lepista pseudoparilis - Lepista purpurascens - Lepista regularis - Lepista repanda - Lepista rhodotoides - Lepista ricekii - Lepista rickenii - Lepista sordida | - Lepista stipitipurpurascens - Lepista subaequalis - Lepista subalpina - Lepista subconnexa - Lepista subirina - Lepista subisabellina - Lepista sublilacina - Lepista subnuda - Lepista tarda - Lepista tomentosa - Lepista vernicosa - Lepista westii - Lepista yukatensis |

## Genul în imagini

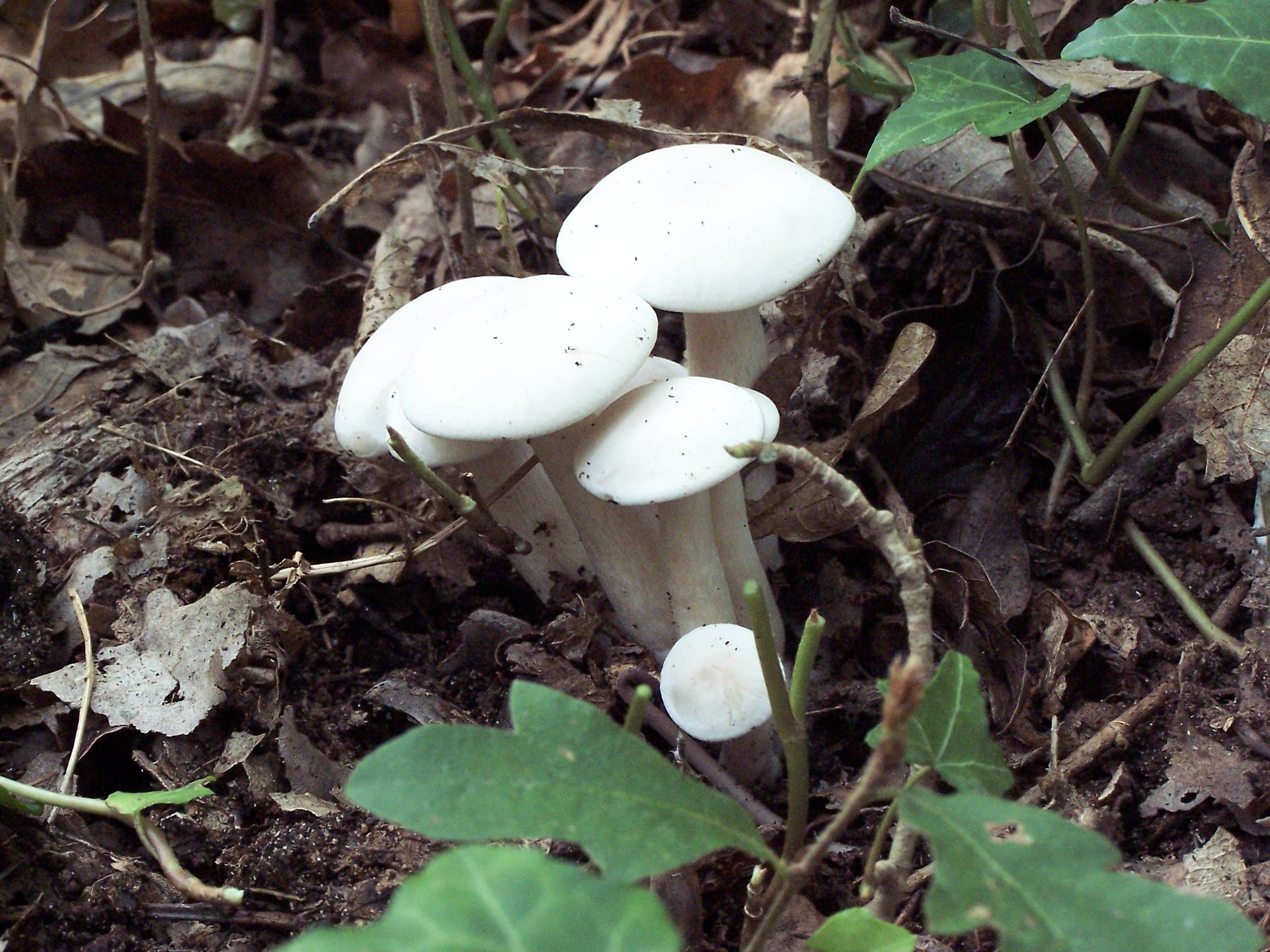
L. caespitosa
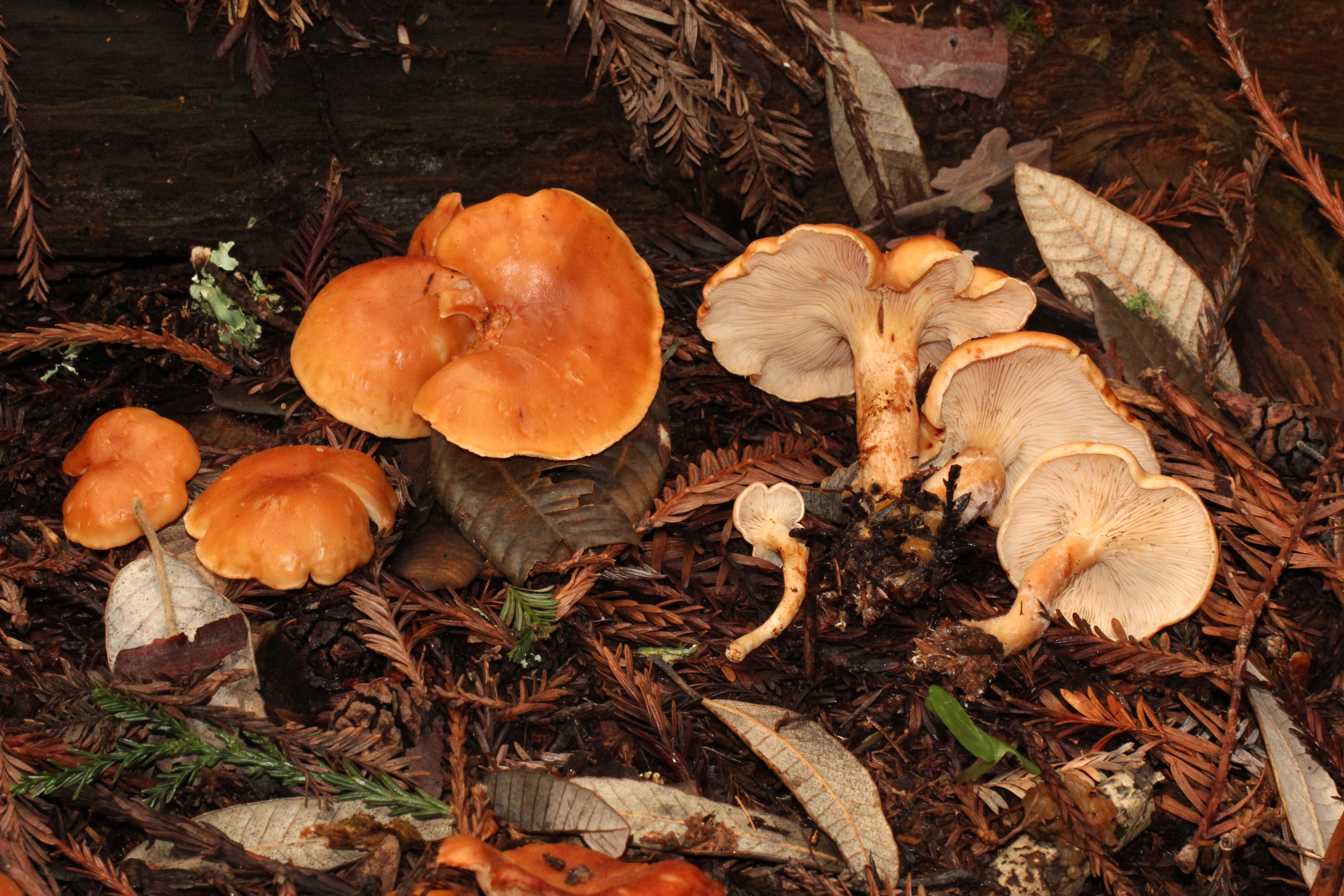
L. flaccida sin. inversa
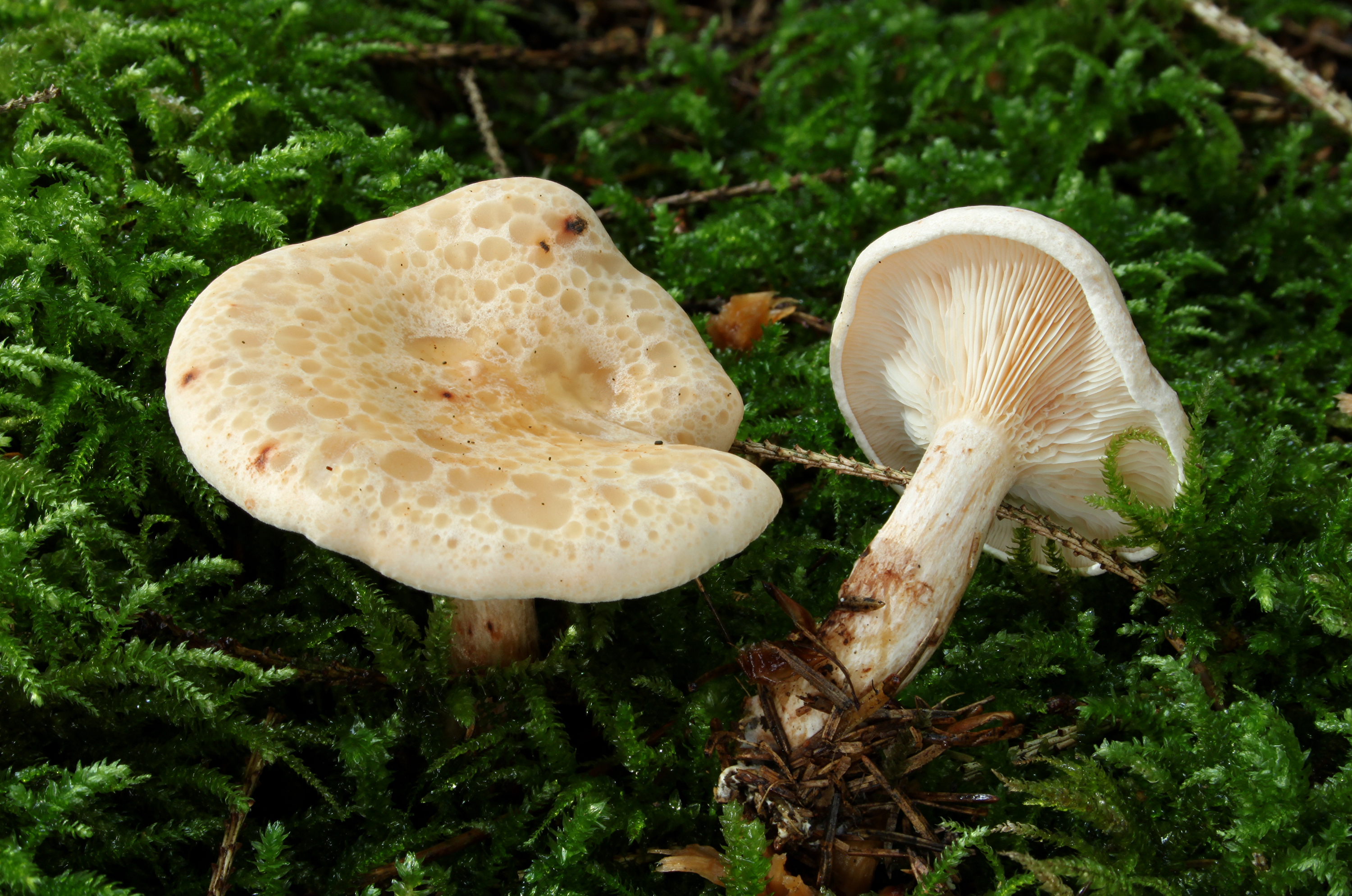
L. gilva
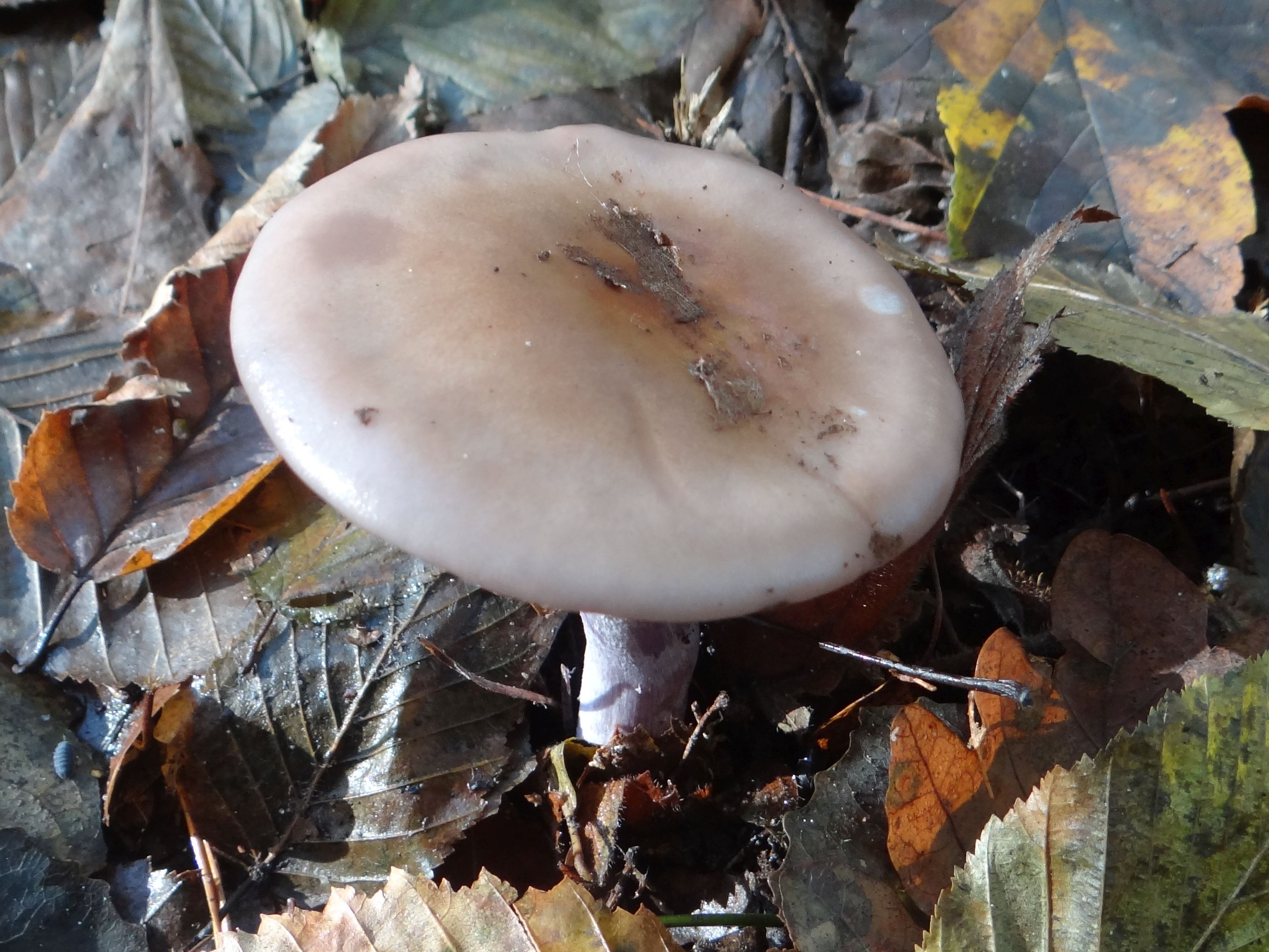
L. glaucocana
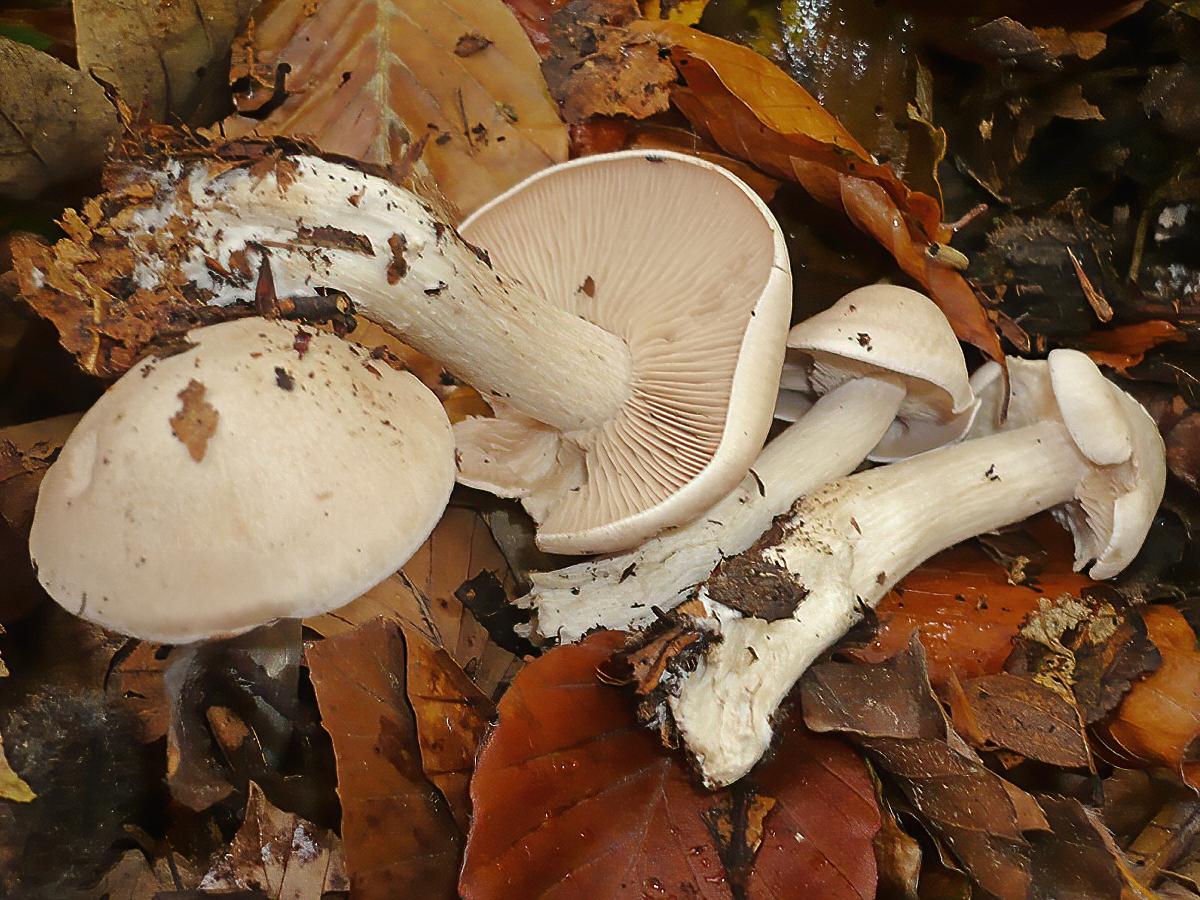
L. irina
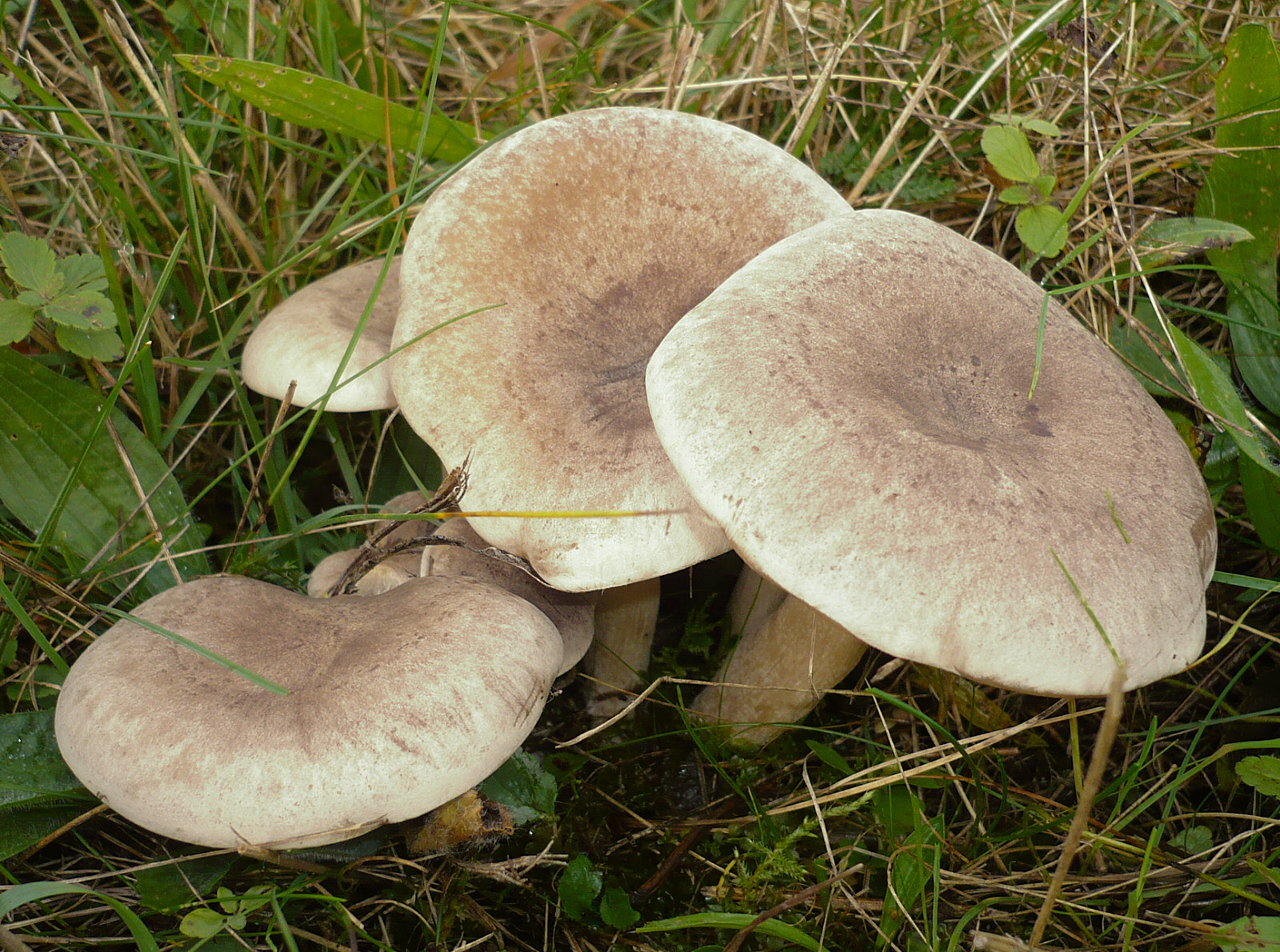
L. luscina
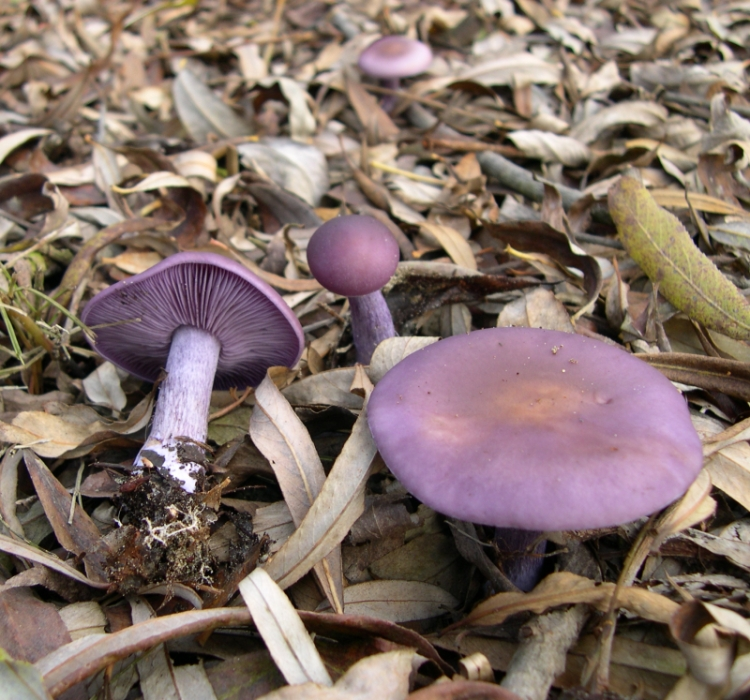
L. nuda
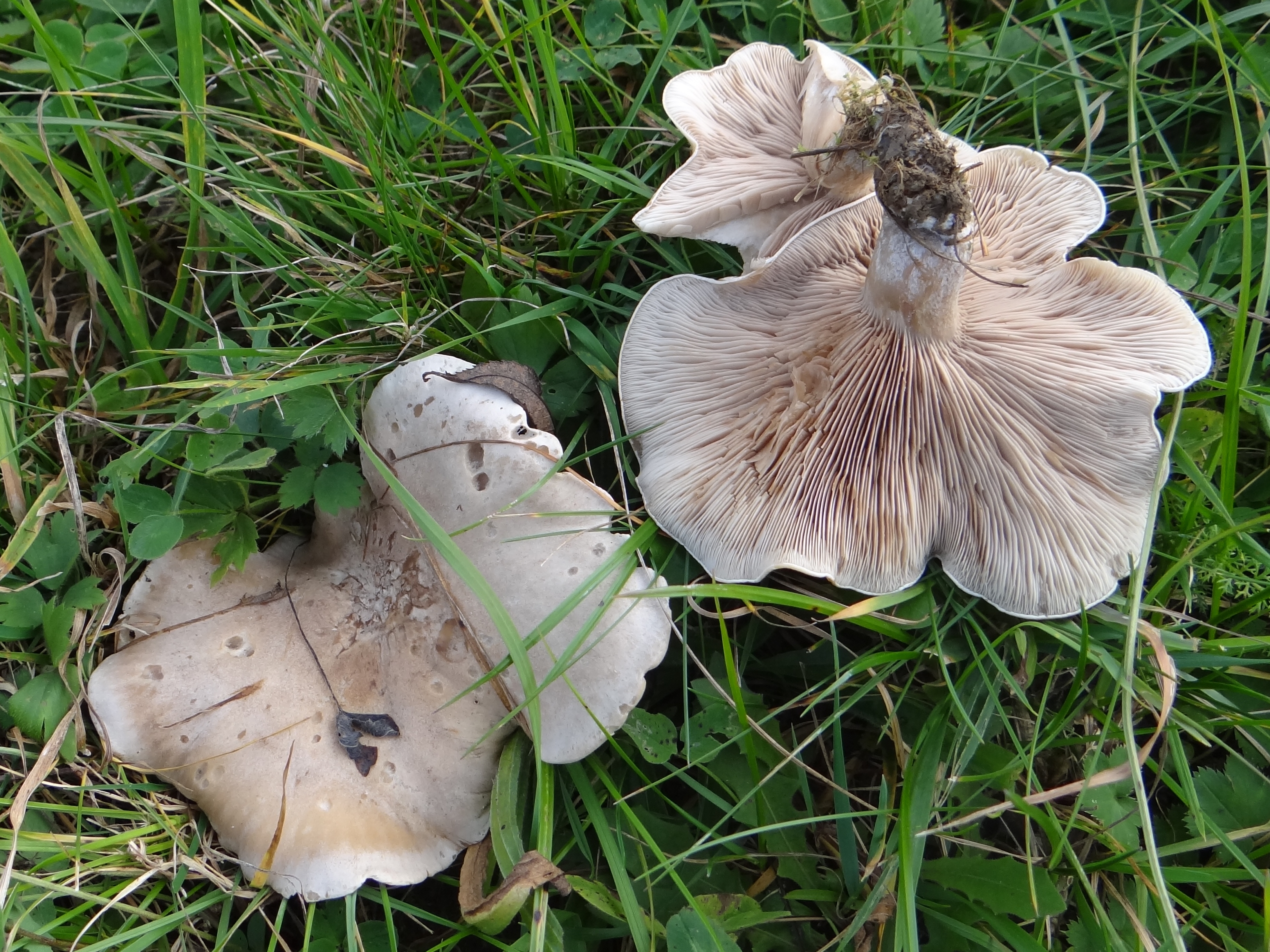
L. panaeolus
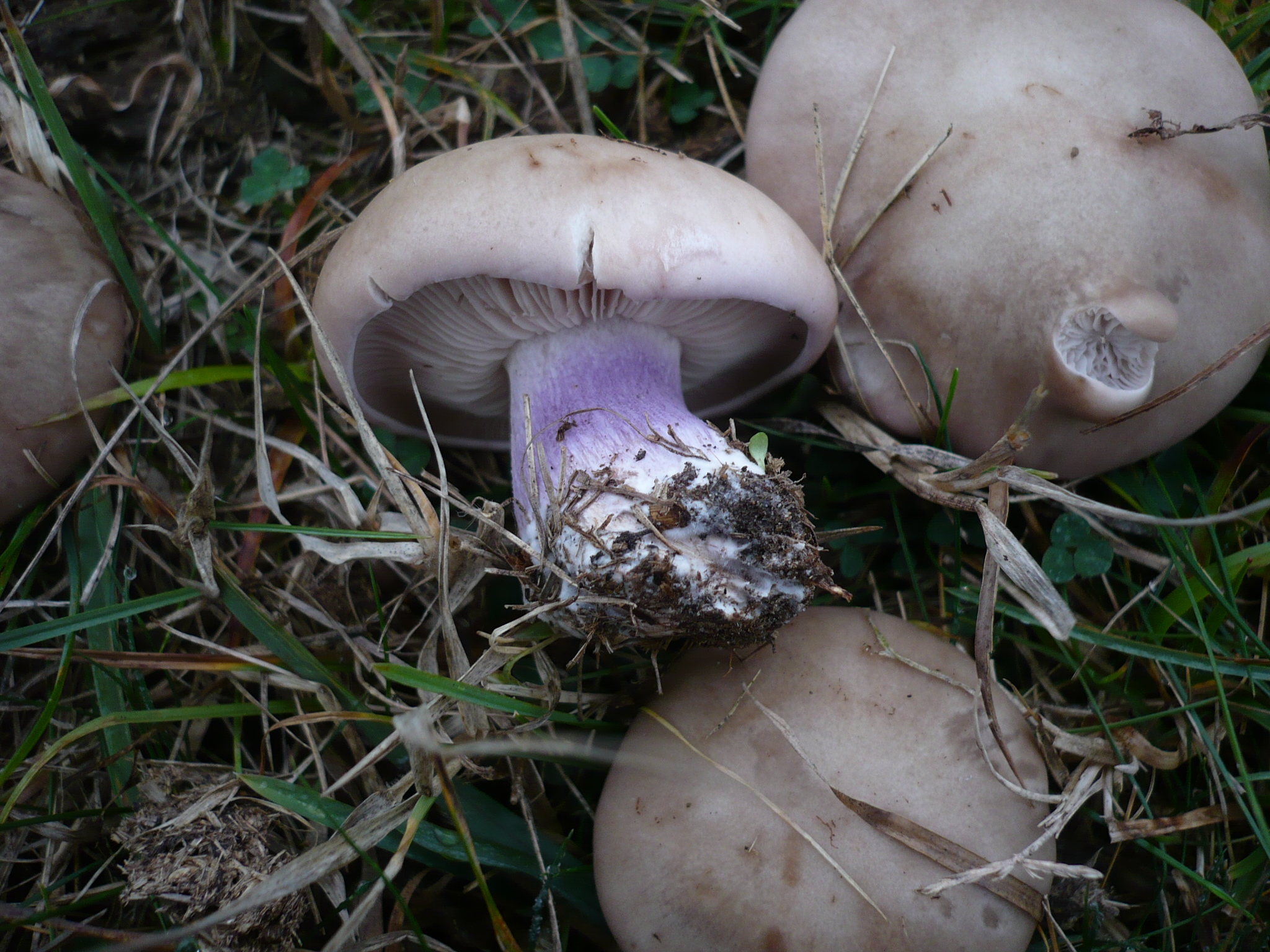
L. saeva sin. personata
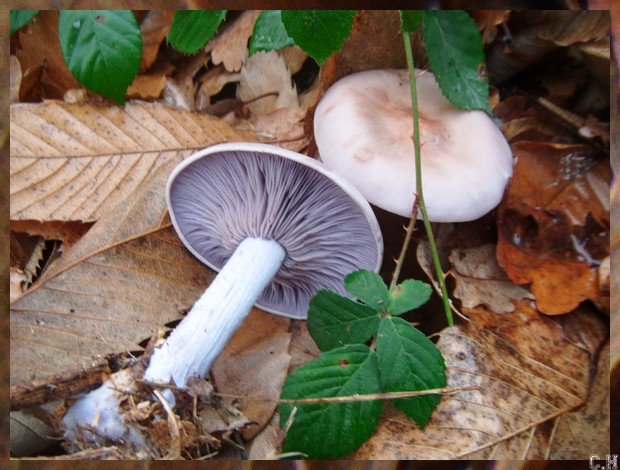
L. sordida